# Karl-Olatjärnen
Karl-Olatjärnen är en sjö i Bodens kommun i Norrbotten och ingår i Vitåns huvudavrinningsområde.